# Dějiny Československa
Československo vzniklo 28. října 1918 rozpadem Rakousko-Uherska jako jeden z důsledků první světové války. V období let 1939 až 1945 byla existence Československé republiky přerušena po odtržení první Slovenské republiky a okupaci českých zemí nacistickým Německem.
Česká a Slovenská Federativní republika zanikla o půlnoci ze 31. prosince 1992 na 1. ledna 1993, čímž se Česká republika a Slovenská republika staly plně nezávislými státy.

## Pozadí
Přestože Češi a Slováci hovoří příbuznými jazyky, mají odlišnou kulturu a historickou zkušenost. Předkové Čechů a Slováků byli sjednoceni po období trvání Sámovy říše v sedmém století a později byli mezi lety 833 až 907 součástí Velkomoravské říše. České knížectví se v roce 895 odtrhlo od Velké Moravy. Ve druhé polovině 1. tisíciletí České knížectví obsadilo a ovládalo území západního Slovenska po dobu třiceti let. Maďaři během 10. století získali celé Slovensko, jež se stalo součástí Uherského království (až do roku 1918).
Kontakty mezi Čechy a Slováky se objevují na konci 14. století, když Slováci začali studovat na Pražské univerzitě. V 15. století na Slovensko vpadla husitská vojska a v 17. století na Slovensko prchají čeští protestanti. Mezi 15. a 18. stoletím učení Slováci používali spisovnou češtinu, slovenštinu a latinu. České země a Slovensko byly v letech 1436–1439, 1453–1457 a 1490–1918 sjednoceny v jednom státě, Habsburské monarchii.
Zatímco česká národní identita má kořeny hluboko ve středověku, slovenská začala krystalizovat až v 19. století. Ve starém českém jazyce byla slova slovenský, slovanský a český prakticky synonymy. Od konce 18. století a ještě na začátku 19. století u Čechů a Slováků slovenský znamená to, co dnešní slovanský. Stejně jako byla synonymy obyvatelská jména jako Slovák, Slověnín, Slověné, Slovan. Složená slova typu „československý“ vznikala zvláště hojně na začátku 19. století a zejména na Slovensku, aby (pod vlivem latinských názvů) označovala jednotu. Čechoslovan je doložen v Počátcích českého básnictví z roku 1818, slovo Československo utvořil Jozef Miloslav Hurban pro Čechy, Moravu, Slezsko a Slovensko roku 1839. První stopu myšlenky na odluku slovenštiny od češtiny našel Albert Pražák roku 1837 v Hurbanově dopise Gajovi, rozhodnutí klade do počátku roku 1843, přičemž za hlavní považuje pohnutku politickou, nikoliv filologickou: Ľudovít Štúr chtěl osamostatněním slovenštiny dokázat Maďarům, že se nespojuje politicky s Čechy k vlastizrádným cílům, že je tedy domorodý vlastenec a že smí pro svůj lid žádat v Uhrách politická práva, zároveň s účelem získat účinnou a přípustnou zbraň proti maďarizaci, zároveň je v tomto kroku hledáno i zaměření proti česky orientovaným luteránům.

## První světová válka a vznik Československa
Po vypuknutí války odmítali Češi a Slováci válčit na straně Německa a Rakousko-Uherska proti slovanským národům, Srbům a Rusům. Několik tisíc Čechů a Slováků, kteří padli do válečného zajetí, přešlo na stranu států Dohody a vytvořilo československé legie, zejména v Rusku a ve Francii, později i v Itálii. Tomáš Garrigue Masaryk odešel na západ, kde propagoval myšlenku rozbití Rakousko-Uherska (nového uspořádání Evropy) a vytvoření samostatného československého státu.

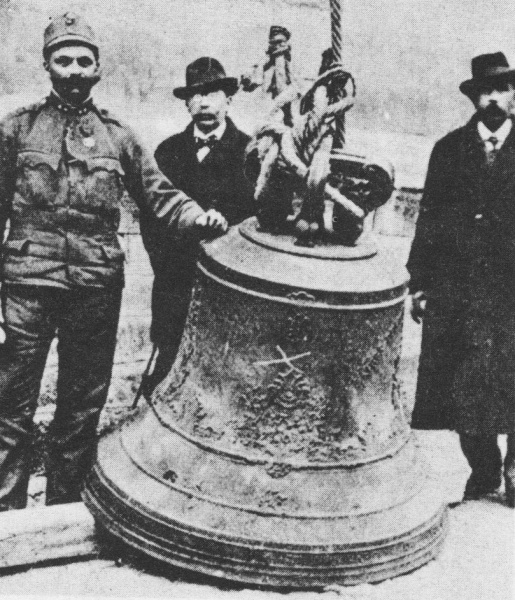
Rekvírování zvonů za první světové války z píseckého kostela

V roce 1916 Tomáš Garrigue Masaryk společně s Edvardem Benešem a Milanem Rastislavem Štefánikem vytvořili československou národní radu. Tomáš Garrigue Masaryk ve Spojených státech amerických, Milan Štefánik ve Francii a Edvard Beneš v Británii usilovně pracovali na přesvědčení Dohody o nutnosti rozbít Rakousko-Uhersko a vytvořit samostatný československý stát. Čelní představitelé Dohody uznali v průběhu roku 1918 Československou národní radu za nejvyšší orgán československého národa a za základ budoucí československé vlády.
Na začátku října 1918 nabídlo Německo a Rakousko-Uhersko mírová jednání. 18. října ve Spojených státech Masaryk učinil deklaraci nezávislosti československého národa. Masaryk trval na tom, že nový československý stát bude zahrnovat země Koruny české včetně území obývaného německou menšinou. 21. října němečtí a rakouští poslanci vyhlásili německo-rakouský stát. Po abdikaci Karla I. 11. listopadu československé vojsko obsadilo Sudety. Maďarsko se 1. listopadu 1918 odtrhlo od Rakousko-Uherska. Nová maďarská vláda se snažila udržet Slovensko. S pomocí Spojenců však byla maďarská vojska poražena a ze Slovenska vytlačena.
Vznik Československa byl výsledkem porážky Rakousko-Uherska v první světové válce a snahy českých a částečně i slovenských elit odtrhnout se od Rakouska-Uherska. Český exil v čele s Tomášem Garriguem Masarykem prosazoval během války u mocností Dohody osamostatnění československého národa. O vytvoření Československé republiky se ze strany slovenské inteligence staral Milan Rastislav Štefánik, který jako francouzský generál a diplomat v službách Francie pomáhá Masarykovi a Edvardu Benešovi v kontaktech na představitele mocností. Aktivně organizoval vznik československých legií především náborem na italské a francouzské frontě a mezi válečnými zajatci v Rusku a jeho organizační úsilí vede k vytvoření disciplinované a akceschopné armády, československých legií, které se staly pádným argumentem v diplomacii. Kromě Milana Štefánika se doma angažovali Milan Hodža a Vavro Šrobár.

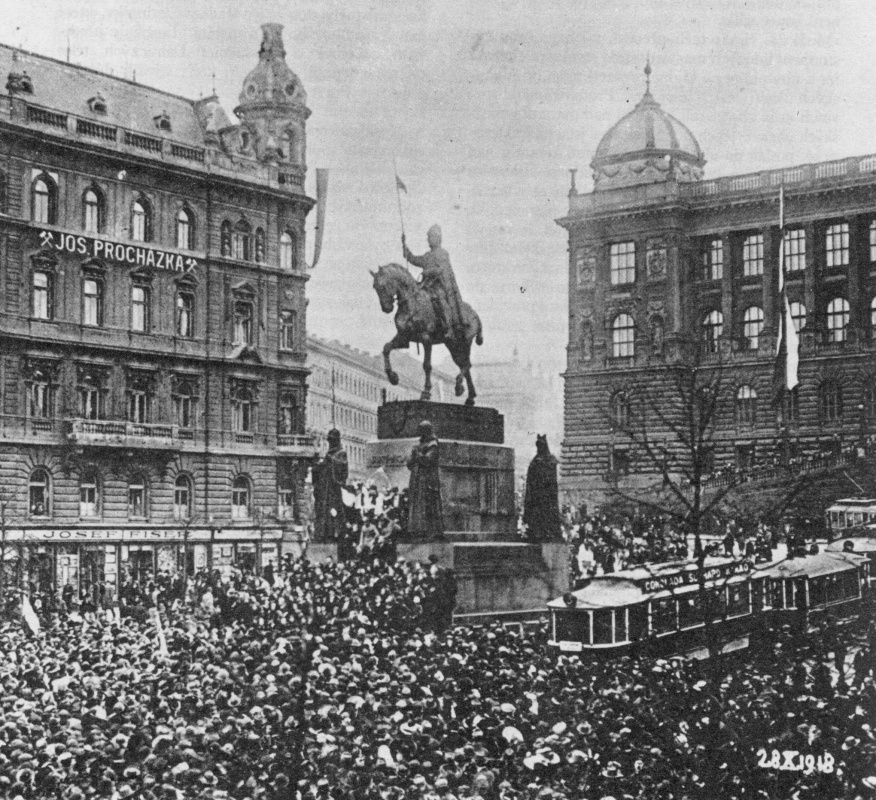
Praha, Václavské náměstí 28. října 1918

Rakousko-Uherská vláda přistoupila 27. října na Wilsonových 14 bodů Andrássyho nótou. Úsilí bylo završeno souhlasem mocností a samostatnost Československa byla oficiálně vyhlášena v Praze 28. října 1918 Muži 28. října. Národní výbor československý převzal 28. října kontrolu státní správy v Praze a vydal zákon o zřízení samostatného státu československého.
Souběžně v Ženevě vyjednávala delegace Národního výboru s československou národní radou o podobě nového státu a vydala prohlášení o vzniku samostatného československého státu. Slováci se k samostatnému československému státu připojili 30. října v Martině Martinskou deklarací. Národní výbor československý vydal 13. listopadu Prozatímní ústavu. Revoluční národní shromáždění následně slavnostně zvolilo Tomáše Garrigue Masaryka prvním prezidentem Československé republiky.
Saint-germainskou mírovou smlouvou, byl formálně uznán vznik svrchované Česko-Slovenské republiky, Trianonskou smlouvou byly vymezeny státní hranice s Maďarským královstvím a Podkarpatská Rus byla připojena k Československu.

## První republika

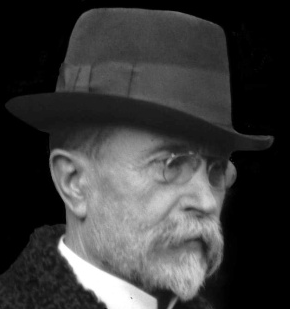
Tomáš Garrigue Masaryk, první prezident Československa

Československo bylo parlamentní demokratickou republikou. První republika byla založena na ideji československého národa. Československou delegaci na pařížské mírové konferenci vedli Karel Kramář a ministr zahraničí Edvard Beneš. Konference schválila vznik Československé republiky, jejíž území zahrnovalo historické Země Koruny české a část dřívějšího území Horních Uher. Československo vedlo územní spor s Polskem, který byl rozhodnut arbitráží na pařížské mírové konferenci v roce 1920.

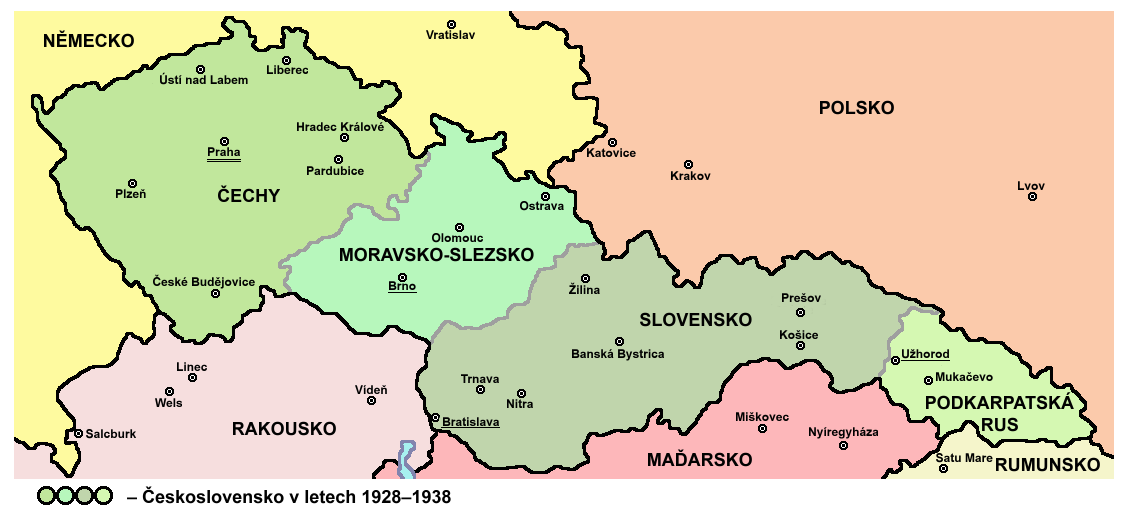
Mapa první republiky

Nový stát uzavřel řadu spojeneckých smluv – s Jugoslávií (1920), s Rumunskem (1921, paktům mezi Československem, Jugoslávií a Rumunskem se začalo říkat Malá dohoda), s Francií (1924) a se Sovětským svazem (1935).
První republika byla mnohonárodnostním státem. Němci a Maďaři otevřeně odporovali novému státu. Československo bylo jednotným státem. Státním jazykem byl jazyk československý .

## Mnichovská krize
V roce 1933 se dostal Adolf Hitler v Německu k moci a začal plánovat dobytí Evropy a obsazení Československa bylo mezi nimi. Československá republika čelila ve třicátých letech velkému mezinárodnímu tlaku ze strany Německa a v menší míře i Maďarska. Hlavním důvodem byly národnostní spory a především otázka Sudet. Prezident Tomáš Garrigue Masaryk 14. prosince 1935 ze zdravotních důvodů abdikoval. Druhým prezidentem republiky byl 18. prosince Národním shromážděním zvolen Edvard Beneš.

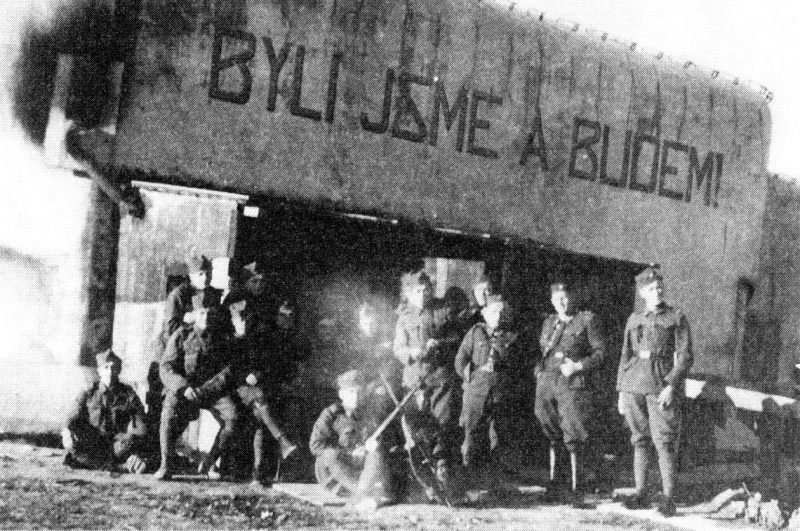
Odhodlání československých vojáků bránit se

Československá vláda si byla vědoma nebezpečí a hledala východisko pomocí zahraniční politiky. V červnu 1934 proto navázala diplomatické styky se Sovětským svazem, které nakonec vyústily v květnu 1935 do podepsání spojenecké smlouvy, ve které se Sovětský svaz zavázal pomoci v případě pomoci Francie. Československá republika v téže době začala po celé délce hranice s Německem stavět i pohraniční opevnění, která však nikdy nebyla kompletně dostavěna.
Nástup Adolfa Hitlera k moci vedl ke vzniku Sudetoněmecké strany, která vyvolávala v českém pohraničí protičeské nálady a kladla československým orgánům požadavky podle Hitlerova zadání. Od roku 1937 se situace začala zhoršovat. Sudetoněmecká strana požadovala svého zástupce Konrada Henleina ve vládě, což bylo pro československou vládu nepřijatelné. Na začátku roku 1938, již po anšlusu Rakouska své nároky ještě zvýšila.
Vzhledem k neuspokojivým vztahům Čechů a sudetských Němců přijala československá vláda 18. února 1937 Program národnostní politiky, kterým vyšla vstříc požadavkům sudetských Němců. S tímto dokumentem souhlasily všechny německé politické strany, avšak Sudetoněmecká strana ho ihned zpochybnila a zavrhla. 20. února 1938 Adolf Hitler prohlásil, že k zájmům Německa patří ochrana Němců v Rakousku a Československu.
V březnu následoval anšlus Rakouska a Československo se dostalo ještě do většího ohrožení. 28. března 1938 navštívil Konrad Henlein Adolfa Hitlera v Berlíně, přičemž Hitler Henleinovi deklaroval, že Sudetoněmecká strana musí předkládat takové požadavky, které budou pro československou vládu nepřijatelné. 21. dubna Hitler a německé vojenské velení rozpracovali podrobnější zásady plánu na útok proti Československu pod krycím názvem „Fall Grün“.

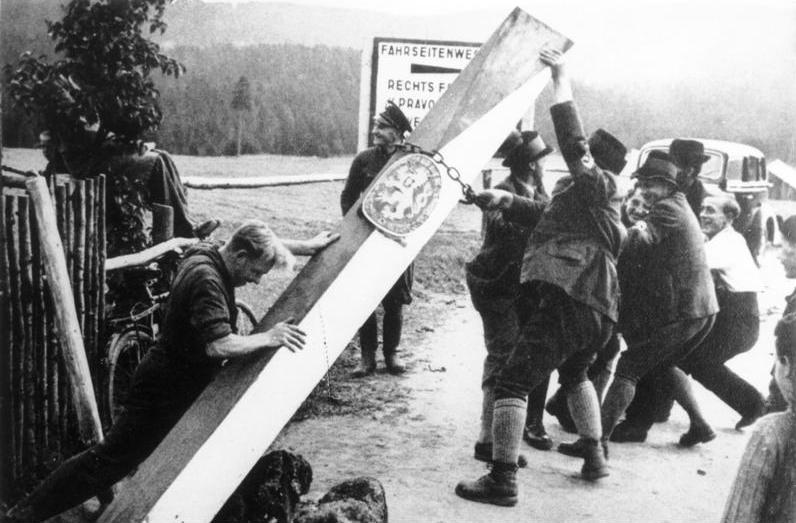
Sudetští Němci ničí československé pohraniční sloupy

Celý spor vyvrcholil na konci září 1938, kdy se v Mnichově sešli zástupci čtyř evropských velmocí, Velké Británie, Francie, Itálie a Německa, aby zde vyřešili otázku Sudet. Na konferenci v Mnichově byla čtyřmi velmocemi přijata Mnichovská dohoda, důsledkem které muselo Československo odstoupit Sudety Německu. Následně důsledkem První vídeňské arbitráže Československo odstoupilo další území Polsku a Maďarsku.
22. září se uskutečnila generální stávka, jejímž výsledkem byl pád Hodžovy vlády a nastolení úřednické vlády vedené generálem Janem Syrovým. Ve dnech 22. a 23. září probíhala jednání mezi Hitlerem a Chamberlainem. 23. září vyhlásila československá vláda všeobecnou mobilizaci a o dva dny později odmítla Hitlerovy požadavky. 26. září vyslal Chamberlain svého vyjednavače H. Wilsona k jednání s Hitlerem do Berlína. 28. září Neville Chamberlain upozornil v dopise Hitlera, že „vše podstatné může dostat bez války a bez odkladu“. Zároveň požádal Mussoliniho o prostřednictví v mezinárodním jednání o německých požadavcích. Na Mussoliniho výzvu Adolf Hitler souhlasil se schůzkou představitelů Německa, Itálie, Velké Británie a Francie, která se uskutečnila o den později. Dne 30. září československá vláda mnichovskou dohodu přijala.

## Druhá republika
Ústup československé politické reprezentace před Mnichovskou dohodou podepsanou 29. září 1938, znamenal konec předválečné první republiky.

Mapa Druhé republiky

Sudetskými Němci osídlené Sudety, byly o den později, 30. září 1938, postoupeny Německu a východní část československého Těšínska Polsku. Podobně byla rozhodnutím Německa a Itálie v první vídeňské arbitráži Maďarsku postoupena území jižního Slovenska a část území Podkarpatské Rusi.
Okleštěná druhá republika existovala jen krátce. Za druhé republiky došlo k vyhlášení autonomní Slovenské země a Karpatské Ukrajiny. 13. března 1939 pozval Adolf Hitler Josefa Tisu, bývalého předsedu autonomní slovenské vlády, do Berlína a pohrozil, že dovolí Maďarsku a Polsku, aby si rozdělilo celé Slovensko, pokud se Slovensko neodtrhne. Již 14. března 1939 vyhlásil Slovenský sněm po návratu Josefa Tisa samostatnost Slovenské republiky, která byla satelitem Německa. Zbylé území českých zemí byl 15. března 1939 obsazeno německými vojsky. O den později byl vyhlášen Protektorát Čechy a Morava.

## Druhá světová válka
Ještě před tím odešla z Československa první vlna emigrace, během které odcházeli jednak lidé politicky angažovaní, ale zejména Židé, kterým Adolf Hitler otevřeně vyhrožoval likvidací. Mnozí „rasově nečistí“ kteří zůstali zejména Židé, Romové, tělesně nebo mentálně hendikepovaní, jakož i političtí oponenti nacistického režimu, zahynuli v koncentračních táborech nebo byli popraveni.
V roce 1940 bylo v Londýně Edvardem Benešem ustanoveno Prozatímní státní zřízení, a vyjednával její o mezinárodní uznání neplatnosti Mnichovské dohody a jejích důsledků. 18. července 1940 uznalo Spojené království československou exilovou vládu a v prosinci 1941 Sovětský svaz a Spojené státy americké uznaly československou exilovou vládu. Československá zahraniční vojska bojovala na straně Spojenců. Centrum komunistického zahraničního odboje sídlilo v Moskvě. V jeho čele stáli Klement Gottwald a Rudolf Slánský.
Do odboje proti německé okupaci na domácí půdě se zapojili jak demokratické strany tak komunisté. Jejich společným cílem bylo obnovení Československa v předválečných hranicích a vyrovnání se se Sudetskými Němci a kolaboranty.[zdroj⁠?!] Významnými organizacemi domácího odboje byli Obrana národa a Ústřední vedení odboje domácího. Obrana národa byla prakticky rozbita říšským protektorem Reinhardem Heydrichem.

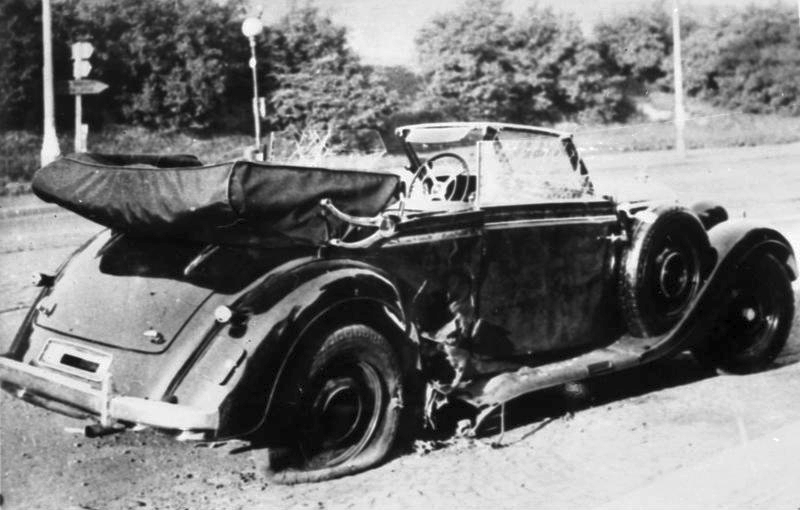
Heydrichovo auto po atentátu

Reinhard Heydrich byl 27. května 1942 při atentátu provedeném skupinou v Anglii vycvičených československých výsadkářů (Jan Kubiš a Jozef Gabčík), vyslaných na území protektorátu v rámci Operace Anthropoid, zraněn a na následky tohoto zranění 4. června zemřel v pražské nemocnici na Bulovce. Heydrich byl nejvýše postavený nacistický prominent, který zemřel v důsledku úspěšného atentátu během války. V reakci na tento čin rozpoutali nacisté vlnu represí, které stály život mnoha obyvatel protektorátu. V důsledku nepotvrzených udání byly zlikvidovány vesnice Lidice a Ležáky.
V důsledku sílícího odporu proti Hlinkově straně, jejím gardám a zejména spojenectví s Německem vypuklo na Slovensku dne 29. srpna 1944 slovenské národní povstání. Bylo vystoupením slovenského národa proti politice klerofašismu a proti nacismu, které rehabilitovalo Slovensko doma i v zahraničí po druhé světové válce a tím se Slovensko politicky dostalo na stranu vítězů. Slovenské národní povstání bylo vyhlášeno předčasně jako reakce na hrozbu vyzrazení a rychlého obsazení a nezapojily se některé posádky ze západního Slovenska. Největší ztrátu znamenalo nečekané odzbrojení dvou divizí slovenské armády na východě Slovenska německou armádní skupinou Heinrici 1. – 2. září. Bylo tak znemožněno rychlé spojení povstaleckého území s jednotkami Rudé armády, která zahájila operaci přes Karpatský Dukelský průsmyk, kde se opevnila německá vojska a v důsledku zdržení sovětské ofenzivy bylo povstání tvrdě potlačeno a celé slovenské území bylo obsazeno německou armádou. Slovenské národní povstání bylo po dvou měsících potlačeno. Velení slovenské armády i partyzáni byly nuceni k přechodu na partyzánský způsob boje v horách. Němci ve spolupráci s Hlinkovou gardou jako odplatu za povstání rozpoutali teror, kterému padly za oběť i ženy a děti. Přitom vypálili 90 slovenských obcí a osad a po ukončení války bylo odkryto 211 masových hrobů. Podobně se nacisté chovali i na Moravě, kde došlo na podzim roku 1944 k rozmachu partyzánského odboje.
Po rozvinutí karpatsko-dukelské operaci dne 6. října 1944 bylo v lednu 1945 zahájeno osvobozování Slovenska, na němž se výrazně podílel i 1. československý armádní sbor a rumunská armáda. V dubnu probíhaly těžké boje ve dvou směrech na jihovýchodní Moravě a na Ostravsku. Současně probíhalo osvobození západních a jihozápadních Čech americkou armádou, 1. května propuklo v Přerově povstání, které se již následující den přeneslo i do dalších českých a moravských měst a přerostlo v květnové povstání českého lidu. 5. května 1945 propuklo povstání v hlavním městě Praze. Cílem bylo co nejrychlejší osvobození českého území z německé nadvlády a minimalizace dalších válečných škod, zejména v oblasti průmyslu. 9. května 1945 byla Praha osvobozena Rudou armádou, čímž skončila druhá světová válka v Evropě.

## Třetí republika
Po skončení války v květnu 1945 bylo Československo obnoveno, ale bez území Podkarpatské Rusi, která byla odstoupena Sovětskému svazu. Nová vláda byla ustavena v Košicích 4. dubna a v květnu se přesunula do Prahy.

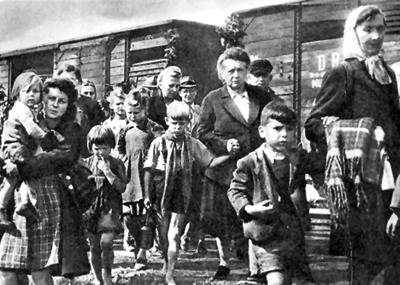
Transport vysídlených Němců z Československa

Nejprve formou divokého odsunu později na základě dohod z postupimské konference bylo k 1. listopadu 1946 odsunuto 2 232 544 obyvatel německé národnosti (v roce 1947 došlo k odsunu dalších 80 000 českých Němců). Protože postupimská konference zároveň odmítla schválit podobný odsun i pro občany maďarské národnosti, uzavřela československá vláda s vládou maďarskou dohodu o výměně obyvatelstva, při které se jakýkoliv příslušník slovenské menšiny v Maďarsku mohl přestěhovat do ČSR a za něj byl vystěhován do Maďarska jeden příslušník maďarské menšiny na Slovensku. Na základě této dohody bylo odsunuto do Maďarska 90 000 slovenských Maďarů.
Samostatnost poválečné československé republiky byla oslabena. V československé politice se začala prosazovat závislost na Sovětském svazu, připravovaná Komunistickou stranou Československa za války v Moskvě.
V květnu 1946 se konaly první poválečné parlamentní volby, které vyhrála v českých zemích se ziskem 40 % hlasů Komunistická strana Československa. Vytěžila nejen maximum z poválečného růstu popularity levice a Sovětského svazu jako vítěze nad nacismem, ale díky slibům další pozemkové reformy získala většinu hlasů venkovského obyvatelstva. Zato na Slovensku jasně zvítězila Demokratická strana s 62 % hlasů a komunisté jen 30 %, ale i přes tento neúspěch získali komunisté společně 38 % hlasů a stali se nejsilnější stranou v zemi. Výsledek voleb se odrazil ve složení vlády. Komunisté si podrželi nejen vlivná místa na ministerstvech vnitra, informací a zemědělství, ale získali i křeslo předsedy vlády, do něhož usedl předseda strany Klement Gottwald. Ministrem obrany se stal tajný člen KSČ generál Ludvík Svoboda, který navenek vystupoval jako nestraník.

## Únorový převrat

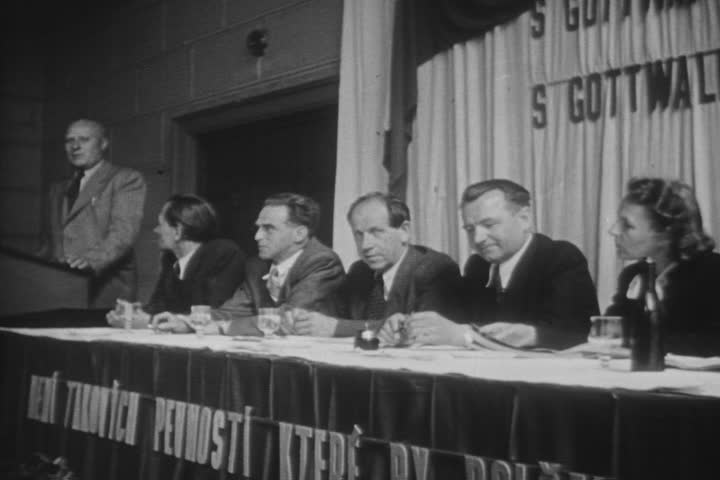
Čelní představitelé KSČ na konci 40. let

V únoru 1948 vrcholí vládní krize v Hradeckém programu KSČ. Program požaduje další znárodňování a rozparcelování statků nad 50 ha. Komunisté také dále pronikají na významná místa v silových složkách (vrcholných 8 členů SNB nahrazeno komunisty). Na protest proti tomu podává většina nekomunistických ministrů 20. února a 25. února demisi. Například Jan Masaryk a Ludvík Svoboda zůstávají ve vládě. Odstoupivší předpokládali, že prezident Beneš demisi nepřijme, nebo jmenuje novou úřednickou vládu v souladu s ústavou. Beneš demisi ministrů po komunistickém nátlaku 25. února 1948 přijal a v rozporu s ústavou, pověřil předsedu KSČ Klementa Gottwalda opětovným sestavením vlády, která pak vznikla již zcela pod komunistickým vedením.
V těchto pěti dnech komunisté vyvíjeli na prezidenta silný nátlak organizováním demonstrací, stávek a vyzbrojování Lidových milicí. Je sestavena nová vláda Národní fronty v čele s Klementem Gottwaldem. Jediný nekomunistický ministr Jan Masaryk umírá za nevyjasněných okolností.

## Komunistické Československo

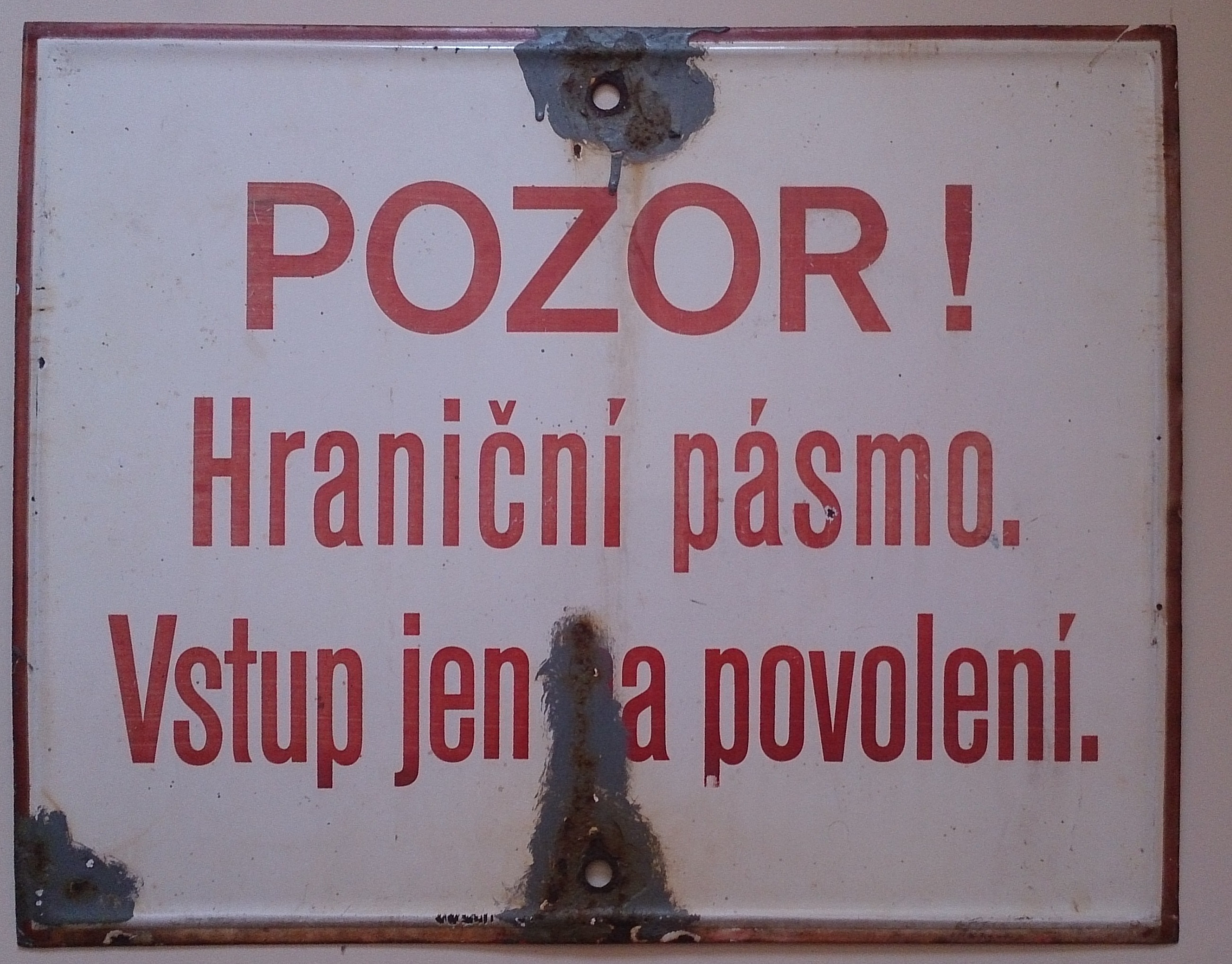
Československá cedule ze začátku 80. let, informující o vstupu do hraničního pásma.

Už v březnu 1948 komunisté znárodnili podniky nad 50 zaměstnanců, čímž znárodnili 95 % průmyslu. Také rozdělili statky nad 50 ha. Vydávali zákon o všeobecném zdravotním pojištění a provedli reformu školství. Po roce 1948 odešla druhá vlna emigrace.
9. května je Československo prohlášeno lidově demokratickou republikou, na což nemocný Edvard Beneš reagoval svou abdikací. Prezidentem byl zvolen Klement Gottwald.
V září 1948 byl schválen Zákon o táborech nucené práce a byly zřízeny tábory nucené práce při uranových dolech (Vojna u Příbrami, Rovnost, Svornost, Bratrství, Jáchymovské doly) 10. října byl vyhlášen Zákon na ochranu lidově demokratické republiky. Byly též zřízeny pomocné technické prapory pro politicky nespolehlivé jedince jako kulaky, kněze, západní letce atd. Odhaduje se, že jimi prošlo asi 22 tisíc lidí.
Režim plánovitě likvidoval své politické odpůrce, náboženské představitele a nekomunistickou inteligenci, snažil se omezit vyšší vzdělání na politicky spolehlivé jedince.
Z 13. na 14. dubna 1950 byla v rámci Akce K provedena internace 2500 členů církevních řádů katolické církve do sběrných centralizačních táborů a kláštery byly znárodněny. Totéž bylo v rámci Akce Ř provedeno v noci z 27. na 28. srpna 1950 se 12 500 členkami řeholních ženských řádů. Nad dalšími jeptiškami sloužícími jako zdravotní sestry v nemocnicích byl zaveden státní dozor Stb.
Extrémní ideologizací institucí podílejících se na výchově mládeže se režim pokoušel vychovat si své nástupce.[zdroj⁠?!] Z části se jednalo o nové, režimem zřízené instituce, ty původní jako Junák, Sokol nebo Orel byly označeny za buržoazní a zakázány.
Zejména v prvních letech po převratu docházelo k vykonstruovaným procesům, které byly zaměřeny jednak proti opozici (Heliodor Píka, Milada Horáková), ale i proti nepohodlným členům strany (Rudolf Slánský).
K velkým změnám došlo také v hospodářství, které bylo budováno centrálně podle sovětského vzoru. Důraz byl kladen na těžký průmysl a to hlavně zbrojní. Začala industrializace Slovenska. V roce 1949 byla vyhlášena 1. pětiletka = rozvoj těžkého průmyslu na úkor spotřebního, také byl vydán zákon o JZD a začala násilná kolektivizace.
V roce 1953 zemřel Stalin a nové vedení v Sovětského svazu odsoudilo kult osobnosti. Ve stejném roce zemřel i Klement Gottwald a novým prezidentem byl zvolen Antonín Zápotocký. V tomto roce také došlo k měnové reformě, která zničila úspory mnoha lidem.

## Československo v 60. letech

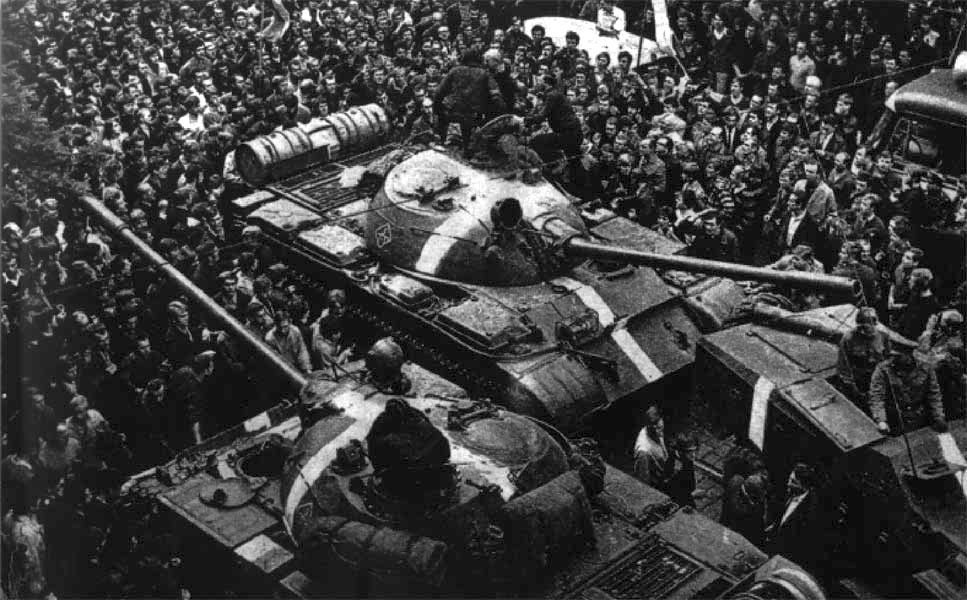
Sovětské tanky obklopené demonstranty

Krátké období tání v Sovětském svazu v polovině šedesátých let vedlo i k uvolnění v tehdejší Československé socialistické republice a v roce 1968 k pražskému jaru. Naděje na „socialismus s lidskou tváří“ byly rázně ukončeny vpádem vojsk států Varšavské smlouvy ve středu 21. srpna 1968, oficiálně nazvaným „bratrská pomoc“. Tehdejší českoslovenští politici (Alexander Dubček a další) neviděli jinou možnost než opět, jako před třiceti lety, nátlaku ustoupit.

Mapa federalizovaného Československa

1. ledna 1969 se Československo stalo federací složenou z České socialistické republiky a Slovenské socialistické republiky. Od roku 1968 odešla třetí vlna emigrace. Potlačení protisovětských nepokojů ve velkých městech ve dnech 20. a 21. srpna 1969 (jen v Praze tři mrtví demonstranti a dva lidoví milicionáři omylem zastřelení svými kolegy) provedly již zvláštní jednotky československé lidové armády, ministerstva vnitra a komunistické lidové milice.[zdroj⁠?!]

## Normalizace

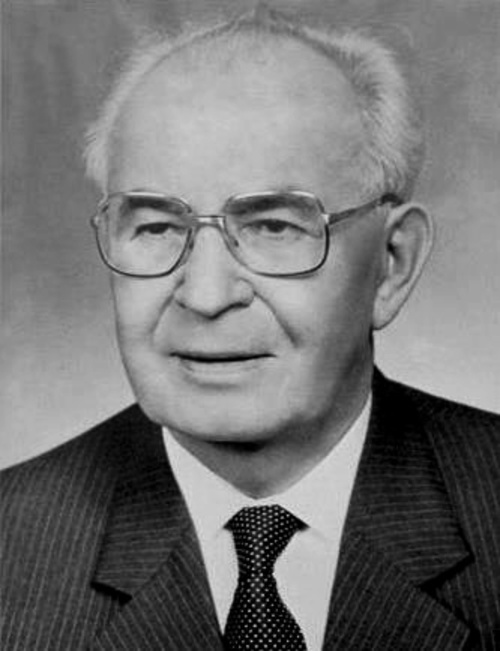
Gustáv Husák zastával v letech 1975 až 1989 úřad prezidenta Československa

Likvidace pražského jara vyvrcholila začátkem 70. let nastolením normalizace. Byly ustaveny prověrkové komise, které zkoumaly postoje jednotlivých členů KSČ během pražského jara a též jejich postoj k intervenci vojsk Varšavské smlouvy. Na základě výsledků, ke kterým prověrkové komise dospěly byla řada členů KSČ ze strany vyloučena. K propouštění ze zaměstnání za protisocialistické postoje docházelo prakticky ve všech úrovních státní správy, armády i průmyslu.
Došlo také k šikanování osob spojených zejména s katolickou církví (biskup Josef Hlouch 1972, Štěpán kardinál Trochta 1974, Ing. Přemysl Coufal, CSc. a Pavel Švanda 1981, synovec kardinála Tomáše Špidlíka) s následkem smrti a dalšímu "boji s vnitřním protivníkem".
Během následujících let došlo k úplné konsolidaci společnosti. K prvnímu většímu projevu odporu proti režimu došlo v roce 1977, kdy byla založena Charta 77.
Vládnoucí režim proti Chartě zasáhl prostřednictvím jak represivního aparátu (zatýkání a soudní procesy) tak i propagandisticky uspořádáním Anticharty. Přestože postupně vznikaly další opoziční organizace (například Helsinský výbor či VONS), KSČ držela moc pevně v rukou.
V první polovině 80. let došlo v Sovětském svazu během několika let postupně ke třem změnám na postu generálního tajemníka KSSS, což vyvrcholilo ve zvolení Michaila Gorbačova do této funkce.
Nové prvky sovětské politiky (perestrojka a glasnosť) byly v Československu přijímány na vedoucích místech vlažně, neboť existovala obava, že by tím mohl být zahájen proces destrukce socialistického zřízení.
Od poloviny 80. let navíc docházelo k nárůstu činnosti opozičních organizací, ke kterým se přidávala kritika ze strany ekonomů o neudržitelnosti modelu plánovitého hospodářství. Dalším z prvků, který destabilizoval moc komunistické strany ve státě byl postupné odklánění se od socialistického tábora v Polsku či Maďarsku. V Československu docházelo k probouzení se občanské společnosti, což vyvrcholilo v letech 1987 až 1989 v řadě protirežimních vystoupení známých osobností a demonstrací občanů a vedlo až k Sametové revoluci v listopadu 1989.

## Sametová revoluce

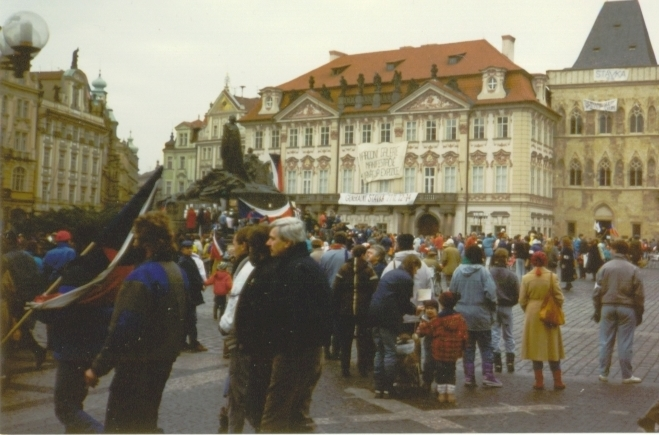
Sametová revoluce

Po uvolnění poměrů uvnitř Sovětského svazu a prosazení perestrojky v druhé polovině osmdesátých let došlo k rozpadu Východního bloku a pádu komunismu v Evropě. V listopadu 1989 se i socialistické Československo otevřelo okolnímu světu a vydalo se na cestu k demokracii a tržnímu hospodářství.

## Porevoluční vývoj a zánik Československa
Během revoluce se utvořila široká politická hnutí Občanské fórum a na Slovensku Verejnosť proti násiliu, která jednala o předání moci. V prosinci byla vytvořena prozatímní první vláda Mariána Čalfy a Václav Havel byl komunistickou sněmovnou zvolen prezidentem. Prozatímní vláda dovedla Československo k prvním svobodným volbám v červnu 1990, po kterých byl Havel znovu zvolen prezidentem. Symbolickým potvrzení změny režimu byl pak obrovský koncert kapely The Rolling Stones na Strahovském stadionu v srpnu 1990 a odchod posledního sovětského vojáka o rok později.
Premiérem obou prvních vlád až do roku 1992 byl komunistický politik Marián Čalfa, který přešel na stranu revoluce. Při druhých volbách se nejsilnějšími stranami staly Občanská demokratická strana (ODS) vedená Václavem Klausem a Hnutí za demokratické Slovensko (HZDS) vedená Vladimírem Mečiarem. V domácí politice byla nejdůležitější transformace ekonomiky provázená privatizací. Na formování nové zahraničněpolitické orientace země měl zásadní vliv Václav Havel, který měl mezinárodní renomé. Jejím symbolem byly návštěvy papeže, tibetského dalajlámy a amerického prezidenta George Bushe st. v Československu roku 1990.

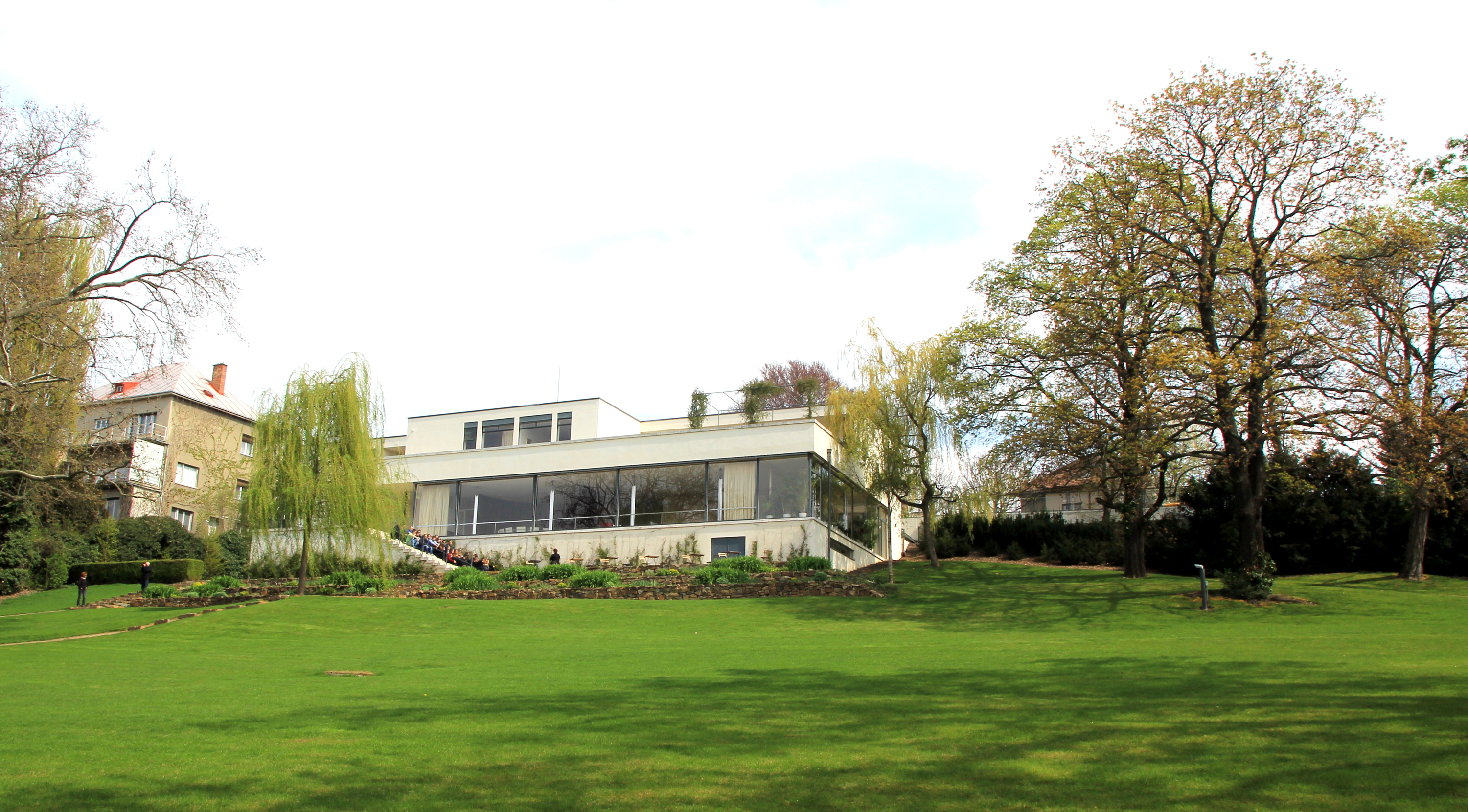
Zahrada brněnské vily Tugendhat, kde 26. srpna 1992 podepsali premiéři Václav Klaus a Vladimír Mečiar dohodu o rozdělení Československa.

Rozpory uvnitř federace, které ilustruje spor o podobu oficiálního názvu státu, vyvrcholily v červenci 1992, kdy Slovenská národní rada přijala deklaraci o svrchovanosti Slovenské republiky požadující samostatnost. Václav Havel na ni reagoval rezignací a rozdělení státu pak dojednali další vrcholní politici, v prvé řadě zástupci nejsilnějších stran, Klaus a Mečiar. 
Československo zaniklo 1. ledna 1993 rozdělením na dva nezávislé státy, Českou republiku a Slovenskou republiku, na základě ústavního zákona, který byl přijat v listopadu 1992.